# OPPO Find X3
OPPO Find X3（オッポ ファインド エックススリー）シリーズは、OPPOが2021年に発売したスマートフォンのシリーズであり、Find X2の後継世代である。
本シリーズにはFind X3 Lite、Find X3 Neo、Find X3、Find X3 Proがあるが、それぞれについて記述する。

## Find X3 Lite
OPPO Find X3 Lite（オッポ ファインド エックススリー ライト）とは、OPPOが2021年にヨーロッパ向けに発売したスマートフォンである。Reno5シリーズのリネーム機であり、大陸版Reno5とハードウェアが共通している。

## Find X3 Neo
OPPO Find X3 Neo（オッポ ファインド エックススリー ネオ）とは、OPPOが2021年にヨーロッパ向けに発売したスマートフォンである。Reno5シリーズからのリネーム機であり、大陸版のReno5 Pro+とハードウェアは共通している。

## Find X3
OPPO Find X3（オッポ ファインド エックススリー）とは、OPPOが2021年に発売したスマートフォンである。Find X3シリーズの無印モデルであり、価格を抑えたフラグシップモデルとして中国国内のみで展開された。
Find X2と異なり筐体をProと同一のものに変更したため、寸法は等しくなっているほか、製造コストダウンにも貢献した。

## Find X3 Pro
OPPO Find X3 Pro（オッポ ファインド エックススリー プロ）とは、OPPOが2021年に発売したスマートフォンである。
Find X3と同じく顕微鏡カメラを搭載し、光学30倍・デジタル60倍ズームのマクロ撮影に対応。Find X3よりもメイン・広角カメラが強化されているほか、プロセッサーも当時最新のSnapdragon 888にグレードアップされ、最上位モデルとしての立ち位置を得た。
日本展開により、オウガ・ジャパンとauからも発売された。